# CA-Realizer
CA-Realizer ist ein BASIC-Interpreter/Compiler der Computer Associates von dem verschiedene Versionen für OS/2 und Microsoft Windows erhältlich waren.
Die Entwicklungswerkzeuge umfassten einen Editor, den eigentlichen Compiler und einen Debugger (Fehlersuchprogramm), so wie einen Formulargenerator (Formgen) und ein Installationstool.

## Funktion
Der CA-Realizer war eine BASIC-ähnliche Software-Entwicklungsumgebung, die Funktionen und einen Formulargenerator zur Verfügung stellte. Die ursprüngliche Version CA-Realizer 1.0 wurde von Computer Associates im Jahr 1992 veröffentlicht. Mehrere Versionen wurden darauf folgend herausgegeben. Dieser war eine Version der Programmiersprache BASIC und präsentierte sich als ein sogenanntes „Rapid Application Development Tool“. Der CA-Realizer verfügte über integrierte „Formgen“, „Compiler“ und „Installationstool“ sowie einige leistungsstarke integrierte Komponenten, die vergleichbar und im Wettbewerb mit Visual Basic Classic in seinen frühen Tagen waren. Es bot einige Funktionen (wie auch eine ziemlich nützliche Tabellenkalkulation) und eine Cross-Plattform.

## Versionen
Es gab Versionen sowohl 16-Bit-Windows 3.1, 32-Bit-Windows 95 und eine 32-Bit-IBM-OS/2-Version. Die endgültige und letzte Version war CA-Realizer 3.0 und wurde um 1996 veröffentlicht. Nachdem MS Visual Basic 4.0 weiter an Funktionalität gewann, geriet der CA-Realizer in Vergessenheit. Weitere CA-Produktangebote in den späten 1990er Jahren verdrängten den CA-Realizer.
Die Versionen 1.0 bis 2.0A unterstützten Windows 2.0 bis Windows 3.11, so wie OS/2.
Die Version 3.0 unterstützte Windows 3.0 bis Windows 95, sowie Windows NT und 2000.
Unter Windows XP kann man es zum Laufen bringen; dazu müssen aber einige Dynamic Link Librarys (DLLs) ersetzt/verändert werden und Einstellungen im Kompatibilitätsmodus (Windows 95) bereits bei der Installation gemacht werden.
Die Compiler erzeugen einen vergleichsweise schnellen Code, da sie Maschinensprache generieren, wohingegen viele andere BASIC-Compiler P-Code erzeugen, der zur Laufzeit noch interpretiert werden muss – d. h. erst dann Befehl für Befehl in Maschinensprache übersetzt wird. Die EXE-Programme, welche die CA-Realizer-Compiler erzeugen, sind selbstständig lauffähig und benötigen wenige Runtime-Module (DLLs).

## Erwerb
Die CA_Realizer-Compiler sind kommerzielle Programme. Kostengünstige erhältliche Versionen stammten von Pearl und TopwareGOLD des Compilers in der Version 2.0A, und 3.0 erhältlich. Für Anwender vorteilhaft war, dass die erstellten EXE-Dateien inklusive der DLLs unter der Lizenzbestimmung als eigene Programme verkauft werden durften.